# Litovel (nádraží)
Litovel je dopravna D3 (někdejší železniční stanice) v Olomouckém kraji. Nachází se v severní části města Litovel v blízkosti Uničovské ulice v nadmořské výšce 235 metrů nad mořem.

## Popis
Dopravna se nachází mezi stanicí Červenka a zastávkou Litovel město na železniční trati Červenka – Senice na Hané. Je zařazena do integrovaného dopravního systému, ale není zde možné zakoupit jízdenky – cestující jsou odbavováni ve vlaku.

## Galerie

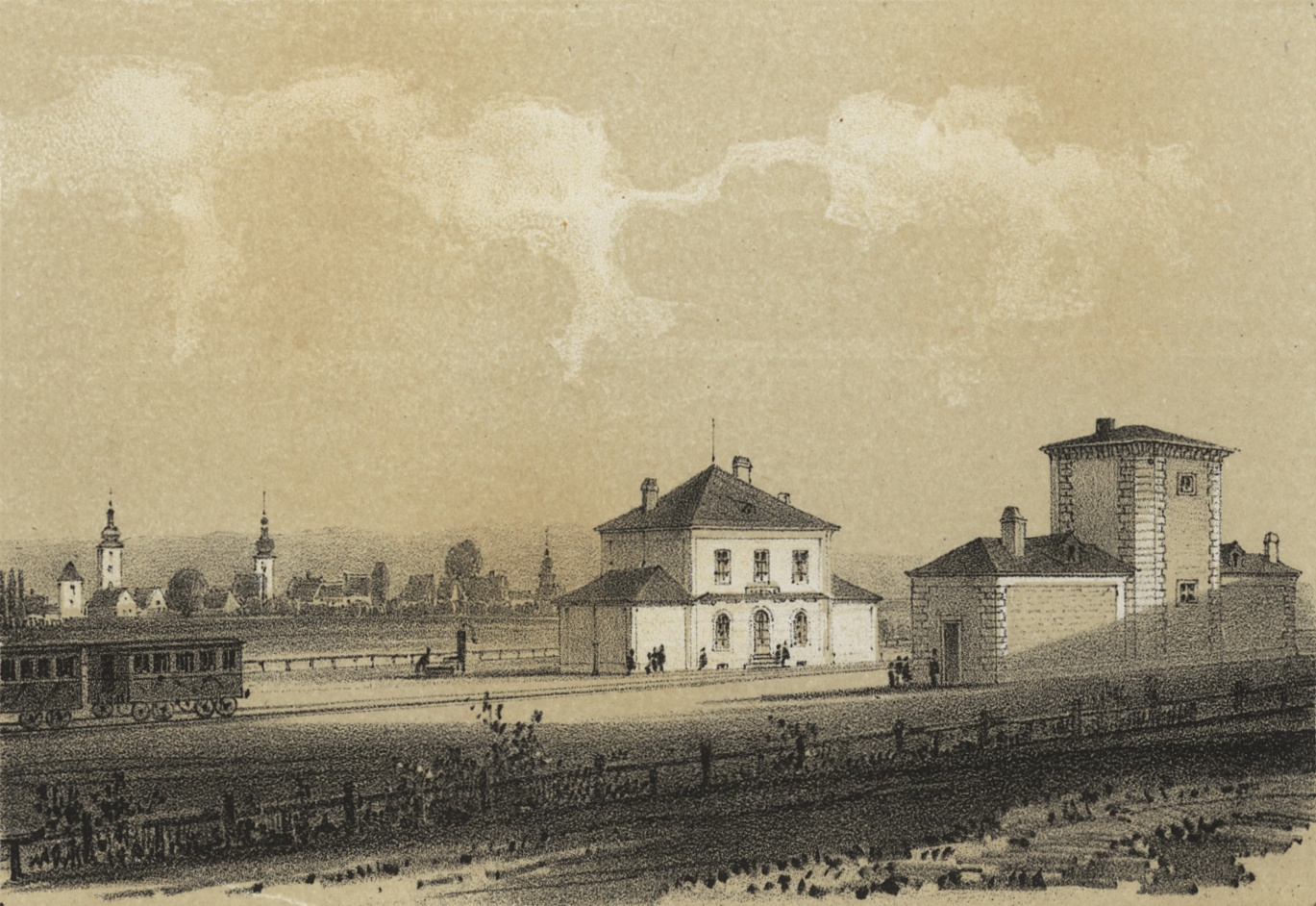
Obraz nádraží v 19. století
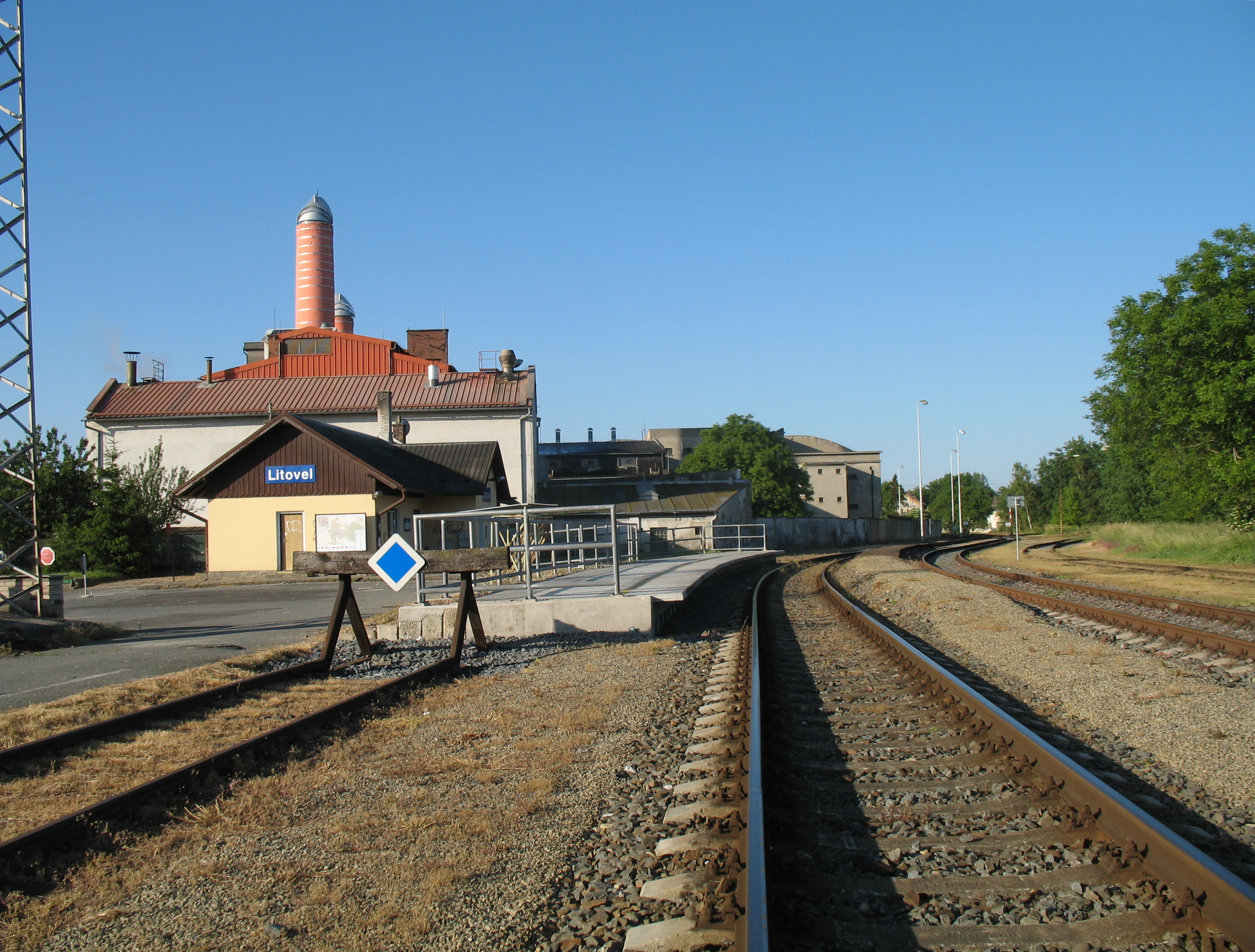
Pohled k nádraží
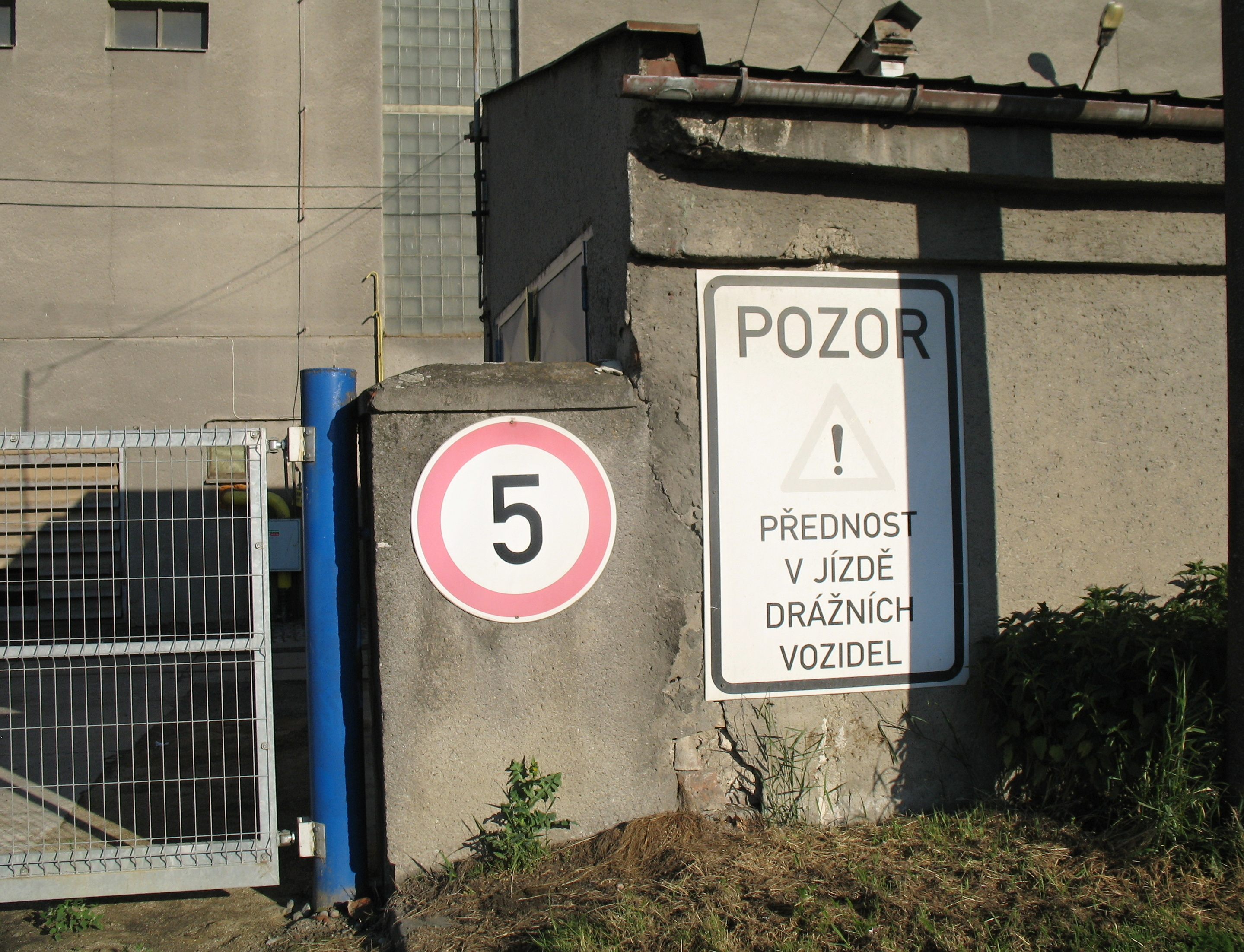
Železniční vlečka do sladovny u zastávky Litovel